# Heterodon
Heterodon é um gênero de serpentes inofensivas e endêmicas da América do Norte. Elas são robustas, com focinhos arrebitados e são conhecidos pelo seu comportamento de exibição de ameaça. Três espécies são atualmente reconhecidas. Os membros do gênero são comumente conhecidos como hognose ou nariz-de-porco e coloquialmente de biútas (não confundir com as espécies do gênero Bitis).

## Descrição
Os adultos podem crescer de 30 a 120 cm de comprimento total. O corpo é robusto e a cabeça ligeiramente distinta do pescoço. Este último é expansível, sendo as vértebras anteriores capazes de se dispersar para achatar a parte do corpo. A cauda é curta e a escama anal dividida. As escamas dorsais são quilhadas com fossetas apicais em 23-25 fileiras. A escama rostral é saliente, virada para cima, recurvada e quilhada dorsalmente. Geralmente existem de 1 a 20 escamas acessórias (únicas) que separam as internasais e as pré-frontais. Um anel subocular está presente com 8 a 12 escamas oculares. Existem 7 a 8 labiais superiores e 9 a 13 labiais inferiores. Os números ventrais variam de 114 a 152 e os subcaudais de 27 a 60.
O padrão de cores é extremamente variável. A espécie H. nasicus costuma ter uma cor bege com a presença de manchas pretas e brancas, enquanto H. platirhinos varia de vermelho, verde, laranja, marrom a preto dependendo da localidade. Às vezes o padrão de cores pode ser sólido.
Os membros deste gênero possuem dentição opistóglifa com os dentes maxilares posteriores aumentados, um de cada lado, e liberam uma peçonha levemente tóxica. Alguns casos envolvendo picadas de H. nasicus, os sintomas relatados variaram de nenhum a leve formigamento, inchaço e coceira na pele. No entanto, as espécies deste gênero são geralmente considerados muito inofensivas aos seres humanos.
A característica mais proeminente das serpentes nariz-de-porco é o focinho arrebitado, que se acredita contribuir para a escavação em solos arenosos.

## Comportamento
Quando ameaçada, a cobra nariz-de-porco achata o pescoço, ergue a cabeça e sibila. Dependendo das circunstâncias, ela pode fingir golpes, mas é extremamente relutante em morder. Esse comportamento rendeu à cobra hognose vários apelidos, como "víbora sopradora", "cabeça chata", "víbora espalhadora" ou "víbora sibilante". Se esta tática ameaçadora não funcionar, a cobra muitas vezes rolará de costas e se fingirá de morta com a boca aberta e a língua para fora, chegando ao ponto de emitir um odor fétido da cloaca. A emissão desse cheiro é consideravelmente menos provável do que em muitas outras espécies. Se a cobra enrolar na vertical enquanto estiver neste estado, muitas vezes ela rolará novamente, como se quisesse insistir que está realmente morta.

## Alimentação
As cobras nariz-de-porco vivem principalmente de sapos e rãs, sendo praticamente imune à secreção venenosa emitida por esses animais.

## Em cativeiro
Este gênero de cobras é freqüentemente encontrado no comércio de animais de estimação exóticos. A espécie H. nasicus é frequentemente considerada a mais fácil de se cuidar, e animais criados em cativeiro são normalmente encontrados. H. platirhinos chega a ser comum, porém sua dieta restritiva pode ser um desafio para alguns criadores.

## Espécies
Há 5 espécies reconhecidas:
- Heterodon gloydi (Edgren, 1952)
- Heterodon kennerlyi (Kennicott, 1860)
- Heterodon nasicus (Baird & Girard, 1852)
- Heterodon platirhinos (Latreille, 1801)
- Heterodon simus (Linnaeus, 1766)

## Ligações Externas
- Thehognosesnake.co.uk Hognose snakes are really important.
  - Hognose.com
  - The European Molecular Biology Laboratory Reptile Database
  - World of Hognose